# Lijst van Europese kampioenen baanwielrennen stayeren
Het eerste Europese kampioenschap stayeren voor mannen werd gehouden in 1896.

## Europees kampioenen

### Mannen
| Jaar   | Goud                 | Zilver              | Brons               |
| 1896   | Lucien Lesna         | Paul Münchner       | Alphonse Baugé      |
| 1897   | Franz Gerger         | Henri Luyten        | Alfred Köcher       |
| 1898   | Lucien Lesna         | Wilhlm Struck       | Paul Becker         |
| 1899   | Artur Adalbert Chase | Albert E. Walters   | Émile Bouhours      |
| 1900   | Piet Dickentman      | Constant Huret      | Eduard Taylor       |
| 1901   | Thaddäus Robl        | Piet Dickentman     | Fritz Ryser         |
| 1902   | Thaddäus Robl        | Henri Contenet      | Jimmy Michael       |
| 1903   | Thaddäus Robl        | Paul Dangla         | Piet Dickentman     |
| 1904   | Thaddäus Robl        | Tommy Hall          | Piet Dickentman     |
| 1905   | Paul Guignard        | Thaddäus Robl       | Louis Darragon      |
| 1906   | Paul Guignard        | Robert Walthour     | Thaddäus Robl       |
| 1907   | Thaddäus Robl        | Piet Dickentman     | Arthur Vanderstuyft |
| 1908   | Arthur Stellbrink    | Paul Guignard       | Peter Günther       |
| 1909   | Paul Guignard        | Albert Schipke      | Thaddäus Robl       |
| 1910   | Friedrich Theile     | Robert Walthour     | Fritz Ryser         |
| 1911-1 | Jimmy Moran          | Paul Guignard       | Willi Mauss         |
| 1911-2 | Robert Walthour      | Peter Günther       | Richard Scheuermann |
| 1912   | Paul Guignard        | Peter Günther       | Karl Saldow         |
| 1913   | Victor Linart        | Paul Guignard       | Gustav Janke        |
| 1920   | Georges Sérès        | Jules Miquel        | Karel Verkeyn       |
| 1948   | Jacques Besson       | Elia Frosio         | August Meuleman     |
| 1949   | Jacques Besson       | Elia Frosio         | August Meuleman     |
| 1950   | Jacques Besson       | Raoul Lesueur       | Elia Frosio         |
| 1951   | Raoul Lesueur        | Elia Frosio         | Cor Bakker          |
| 1952   | Adolf Verschueren    | Raoul Lesueur       | Erich Bautz         |
| 1953   | Roger Queugnet       | Adolf Verschueren   | Roger Godeau        |
| 1954   | Adolf Verschueren    | Horst Holzmann      | Guy Bethery         |
| 1955   | Lothar Schiller      | Adolf Verschueren   | Jacques Besson      |
| 1956   | Karl-Heinz Marsell   | Adolf Verschueren   | Graham French       |
| 1957   | Karl-Heinz Marsell   | Paul Depaepe        | Walter Bucher       |
| 1959-1 | Adolf Verschueren    | Guillermo Timoner   | Valentin Petry      |
| 1959-2 | Karl-Heinz Marsell   | Guillermo Timoner   | Norbert Koch        |
| 1961-1 | Adolf Verschueren    | Wout Wagtmans       | Otto Altweck        |
| 1961-2 | Paul Depaepe         | Jean Raynal         | Karl-Heinz Marsell  |
| 1963   | Paul Depaepe         | Karl-Heinz Marsell  | Guillermo Timoner   |
| 1964   | Paul Depaepe         | Guillermo Timoner   | Leo Proost          |
| 1965-1 | Leo Proost           | Jaap Oudkerk        | Domenico De Lillo   |
| 1965-2 | Leo Proost           | Ehrenfried Rudolph  | Guillermo Timoner   |
| 1967-1 | Dieter Kemper        | Romain De Loof      | Ehrenfried Rudolph  |
| 1967-2 | Jaap Oudkerk         | Ehrenfried Rudolph  | Romain De Loof      |
| 1969-1 | Dieter Kemper        | Jaap Oudkerk        | Ehrenfried Rudolph  |
| 1969-2 | Hans Junkermann      | Jaap Oudkerk        | Ehrenfried Rudolph  |
| 1972   | Dieter Kemper        | Theo Verschueren    | Jaap Oudkerk        |
| 1973   | Dieter Kemper        | Theo Verschueren    | Piet de Wit         |
| 1974   | Cees Stam            | Piet de Wit         | Romain De Loof      |
| 1975   | Dieter Kemper        | Cees Stam           | Wilfried Peffgen    |
| 1976-1 | Cees Stam            | Dieter Kemper       | René Pijnen         |
| 1976-2 | Wilfried Peffgen     | René Savary         | Walter Avogadri‹›   |
| 1977   | Wilfried Peffgen     | René Savary         | Willy Debosscher    |
| 1978   | Wilfried Peffgen     | Horst Schütz        | Martin Venix        |
| 1979   | Wilfried Peffgen     | Horst Schütz        | Martin Venix        |
| 1980   | Wilfried Peffgen     | Horst Schütz        | Martin Venix        |
| 1981   | Horst Schütz         | René Kos            | Wilfried Peffgen    |
| 1982   | Horst Schütz         | Max Hürzeler        | Wilfried Peffgen    |
| 1983   | Max Hürzeler         | Martin Venix        | Bruno Vicino        |
| 1984   | Werner Betz          | Stan Tourné         | Horst Schütz        |
| 1985   | Werner Betz          | Max Hürzeler        | Bruno Vicino        |
| 1986   | Max Hürzeler         | Mathieu Hermans     | Peter Steiger       |
| 1987   | Max Hürzeler         | Peter Steiger       | Stan Tourné         |
| 1988   | Danny Clark          | Stan Tourné         | Torsten Rellensmann |
| 1989   | Torsten Rellensmann  | Roland Günther      | Peter Steiger       |
| 1990   | Torsten Rellensmann  | Andrea Bellati      | Roland Günther      |
| 1995   | Arno Küttel          | Carsten Podlesch    | Roland Königshofer  |
| 1996   | Carsten Podlesch     | Richi Rossi         | Roland Königshofer  |
| 1997   | Sabino Cannone       | Hans-Kurt Brand     | Carsten Podlesch    |
| 1998   | Hans-Kurt Brand      | Ronald Rol          | Patrick Kops        |
| 2000   | Carsten Podlesch     | Stefan Klare        | Sabino Cannone      |
| 2001   | Carsten Podlesch     | Sabino Cannone      | Stefan Klare        |
| 2006   | Giuseppe Atzeni      | Carsten Podlesch    | Timo Scholz         |
| 2007   | Timo Scholz          | Mario Vonhof        | Peter Jörg          |
| 2008   | Timo Scholz          | Reinier Honig       | Peter Jörg          |
| 2009   | Giuseppe Atzeni      | Mario Vonhof        | Peter Jörg          |
| 2010   | Giuseppe Atzeni      | Patrick Kos         | Bob Stöpler         |
| 2011   | Patrick Kos          | Giuseppe Atzeni     | Mario Birrer        |
| 2013   | Mario Birrer         | Florian Fernow      | Giuseppe Atzeni     |
| 2014   | Mario Birrer         | Stefan Schäfer      | Patrick Kos         |
| 2016   | Stefan Schäfer       | Franz Schiewer      | Giuseppe Atzeni     |
| 2017   | Franz Schiewer       | Reinier Honig       | Stefan Schäfer      |
| 2018   | Franz Schiewer       | Reinier Honig       | Daniel Harnisch     |
| 2019   | Reinier Honig        | Christoph Schweizer | Daniel Harnisch     |
| 2022   | Kévin Fouache        | Giuseppe Atzeni     | Daniel Harnisch     |